# Takahashi Yuma
Yuma Takahashi (sinh ngày 25 tháng 4 năm 1990) là một cầu thủ bóng đá người Nhật Bản.

## Sự nghiệp câu lạc bộ
Yuma Takahashi đã từng chơi cho SAI Ichihara, Sagawa Printing và Grulla Morioka.